# Taraxacum rufocarpum
Taraxacum rufocarpum — вид квіткових рослин з родини айстрових (Asteraceae). Вид зростає в Європі: Австрія, Франція, Німеччина, Італія, Польща, Швейцарія, Хорватія, Боснія і Герцеговина; це багаторічна рослина помірних біомів.